# Overheidsfalen
Overheidsfalen is het niet Pareto-optimaal uitpakken van overheidsingrijpen in een markt, naar analogie van marktfalen.
Net als met marktfalen zijn er veel vormen van overheidsfalen. Bij marktfalen is het probleem niet dat een bepaalde of gewenste oplossing niet ontstaat tegen gewenste prijzen, maar dat de markt wordt verhinderd Pareto-optimaal te werken. Analoog daaraan is het bij overheidsfalen zo dat de overheid wel een bepaalde oplossing kan bewerkstelligen, maar dat een inherent probleem voorkomt dat er tot een efficiënte oplossing gekomen wordt. Overheidsfalen treedt ook op bij problemen waarvan niet vaststaat dat de markt er geen oplossing voor zou kunnen vinden. De reden dat de overheid het in zo'n geval niet aan de markt heeft overgelaten, is dat groepen kiezers liever zien dat de overheid voor een oplossing zorgt.

## Voorbeelden
- Verdringing – Verdringing treedt op als de overheid meer gaat lenen waardoor de private sector minder kan investeren door een hogere rentestand. Van overheidsuitgaven wordt ook gezegd dat ze private uitgaven verdringen.[1]
- Cliëntelisme – De tendens bij volksvertegenwoordigers overheidsuitgaven in hun eigen district of ten behoeve van een bepaalde groep kiezers aan te moedigen zelfs als die niet efficiënt of zelfs maar nuttig zijn. Ervaren volksvertegenwoordigers kunnen zo herkozen worden, zelfs als hun standpunten anders zijn dan die van hun kiezers.
- Rationele onwetendheid – omdat er kosten zijn verbonden (zowel in tijd als in geld) aan het verzamelen van informatie en de voordelen van die informatie maar beperkt zijn zullen kiezers niet noodzakelijkerwijs alle informatie verzamelen die nodig is voor een onderbouwd besluit. Dit geldt zowel voor volksvertegenwoordigers als burgers.
- Voordeel zoeken – De tendens dat belangengroepen lobbyen voor wetten en verordeningen die hun een gegarandeerde winst zullen opleveren. De drie belangrijkste groepen die dat doen zijn volksvertegenwoordigers, ambtenaren en organisaties. Volksvertegenwoordigers zullen proberen herkozen te worden. In landen met een districtenstelsel kunnen ze er daarom voor pleiten de grenzen van de districten in hun voordeel te wijzigen. Een ander voorbeeld is het verlagen of verhogen van de stemgerechtigde leeftijd of het (eerder) verlenen van stemrecht aan immigranten. Ambtenaren zullen proberen hun macht en budget te verhogen. Organisaties (bijvoorbeeld bedrijven) zullen proberen om de overheid ertoe te bewegen drempels op te werpen voor andere bedrijven (met onder andere vergunningenstelsels en importheffingen) en zelf subsidie te verkrijgen.
- Korte termijn-denken – De tendens om zich te fixeren op korte termijn-oplossingen en grote, complexe problemen te negeren. Deze tendens kan gestuurd worden door de verkiezingscyclus. Een Nederlands voorbeeld is de vergrijzing.
- Vergunningen – Hoge kosten voor het verkrijgen van een vergunning om een activiteit die de maatschappij ten goede komt te starten kan de beschikbaarheid van bepaalde goederen en diensten verminderen.
- Belastingen – Hoge belastingen kunnen economische groei verminderen, stoppen of verlagen.
- Onbetrouwbaarheid – Het wijzigen van beleid kan tot grote verliezen leiden. Een voorbeeld is het onverwacht wijzigen van een bestemmingsplan of het onverwacht niet doorgaan van grote overheidsprojecten om politieke redenen.

## Voetnoten
1. ↑  Shaghil Ahmed: 'Temporary and Permanent Government Spending in an Open Economy', Journal of Monetary Economics, deel 17, nr. 2 (maart 1986), blz. 197-224

aanbod · aandeel · balans · bank · bedrijf · bedrijfsvorm · belegging · beroep · centrale bank · deflatie · economisch model · economische groei · effectenbeurs · elasticiteit · geld · handel · handelsoorlog · handelsrecht · handelsregister · inflatie · kartel · kredietcrisis · Kamer van Koophandel · lening · marketing · markt · marktaandeel · markteconomie · marktfalen · marktwerking · mededinging · modaal inkomen · monopolie · monopolistische concurrentie · monopsonie · oligopolie · omzetbelasting · overheidsfalen · perfecte markt · prijs · prijsafspraak · solvabiliteit · staatsbankroet · staatsschuld · vraag · volkomen concurrentie